# Arrondissement Vienne
Das Arrondissement Vienne ist eine Verwaltungseinheit des Départements Isère in der französischen Region Auvergne-Rhône-Alpes. Hauptort (Unterpräfektur) ist Vienne.
Im Arrondissement liegen sechs Wahlkreise (Kantone) und 113 Gemeinden.

## Wahlkreise
- Kanton Bièvre
- Kanton L’Isle-d’Abeau (mit 5 von 13 Gemeinden)
- Kanton Roussillon
- Kanton La Verpillière (mit 9 von 16 Gemeinden)
- Kanton Vienne-1
- Kanton Vienne-2

## Gemeinden
Die Gemeinden des Arrondissements Vienne sind:
| 1. Agnin (38003)                          | 2. Anjou (38009)                      | 3. Artas (38015)                       | 4. Assieu (38017)                    |
| 5. Auberives-sur-Varèze (38019)           | 6. Beaufort (38032)                   | 7. Beaurepaire (38034)                 | 8. Beauvoir-de-Marc (38035)          |
| 9. Bellegarde-Poussieu (38037)            | 10. Bossieu (38049)                   | 11. Bougé-Chambalud (38051)            | 12. Bressieux (38056)                |
| 13. Brézins (38058)                       | 14. Brion (38060)                     | 15. Chalon (38066)                     | 16. Champier (38069)                 |
| 17. Chanas (38072)                        | 18. La Chapelle-de-Surieu (38077)     | 19. Charantonnay (38081)               | 20. Chasse-sur-Rhône (38087)         |
| 21. Châtenay (38093)                      | 22. Châtonnay (38094)                 | 23. Cheyssieu (38101)                  | 24. Chonas-l’Amballan (38107)        |
| 25. Chuzelles (38110)                     | 26. Clonas-sur-Varèze (38114)         | 27. La Côte-Saint-André (38130)        | 28. Les Côtes-d’Arey (38131)         |
| 29. Cour-et-Buis (38134)                  | 30. Culin (38141)                     | 31. Diémoz (38144)                     | 32. Estrablin (38157)                |
| 33. Eyzin-Pinet (38160)                   | 34. Faramans (38161)                  | 35. La Forteresse (38171)              | 36. La Frette (38174)                |
| 37. Gillonnay (38180)                     | 38. Grenay (38184)                    | 39. Heyrieux (38189)                   | 40. Jarcieu (38198)                  |
| 41. Jardin (38199)                        | 42. Lentiol (38209)                   | 43. Lieudieu (38211)                   | 44. Longechenal (38213)              |
| 45. Luzinay (38215)                       | 46. Marcilloles (38218)               | 47. Marcollin (38219)                  | 48. Marnans (38221)                  |
| 49. Meyrieu-les-Étangs (38231)            | 50. Meyssiez (38232)                  | 51. Moidieu-Détourbe (38238)           | 52. Moissieu-sur-Dolon (38240)       |
| 53. Monsteroux-Milieu (38244)             | 54. Montfalcon (38255)                | 55. Montseveroux (38259)               | 56. Mottier (38267)                  |
| 57. Ornacieux-Balbins (38284)             | 58. Oytier-Saint-Oblas (38288)        | 59. Pact (38290)                       | 60. Pajay (38291)                    |
| 61. Le Péage-de-Roussillon (38298)        | 62. Penol (38300)                     | 63. Pisieu (38307)                     | 64. Plan (38308)                     |
| 65. Pommier-de-Beaurepaire (38311)        | 66. Pont-Évêque (38318)               | 67. Porte-des-Bonnevaux (38479)        | 68. Primarette (38324)               |
| 69. Revel-Tourdan (38335)                 | 70. Reventin-Vaugris (38336)          | 71. Les Roches-de-Condrieu (38340)     | 72. Roussillon (38344)               |
| 73. Royas (38346)                         | 74. Roybon (38347)                    | 75. Sablons (38349)                    | 76. Saint-Agnin-sur-Bion (38351)     |
| 77. Saint-Alban-du-Rhône (38353)          | 78. Saint-Barthélemy (38363)          | 79. Saint-Clair-du-Rhône (38378)       | 80. Saint-Clair-sur-Galaure (38379)  |
| 81. Saint-Étienne-de-Saint-Geoirs (38384) | 82. Saint-Geoirs (38387)              | 83. Saint-Georges-d’Espéranche (38389) | 84. Saint-Hilaire-de-la-Côte (38393) |
| 85. Saint-Jean-de-Bournay (38399)         | 86. Saint-Julien-de-l’Herms (38406)   | 87. Saint-Just-Chaleyssin (38408)      | 88. Saint-Maurice-l’Exil (38425)     |
| 89. Saint-Michel-de-Saint-Geoirs (38427)  | 90. Saint-Paul-d’Izeaux (38437)       | 91. Saint-Pierre-de-Bressieux (38440)  | 92. Saint-Prim (38448)               |
| 93. Saint-Romain-de-Surieu (38452)        | 94. Saint-Siméon-de-Bressieux (38457) | 95. Saint-Sorlin-de-Vienne (38459)     | 96. Sainte-Anne-sur-Gervonde (38358) |
| 97. Salaise-sur-Sanne (38468)             | 98. Sardieu (38473)                   | 99. Savas-Mépin (38476)                | 100. Septème (38480)                 |
| 101. Serpaize (38484)                     | 102. Seyssuel (38487)                 | 103. Sillans (38490)                   | 104. Sonnay (38496)                  |
| 105. Thodure (38505)                      | 106. Tramolé (38512)                  | 107. Valencin (38519)                  | 108. Vernioz (38536)                 |
| 109. Vienne (38544)                       | 110. Ville-sous-Anjou (38556)         | 111. Villeneuve-de-Marc (38555)        | 112. Villette-de-Vienne (38558)      |
| 113. Viriville (38561)                    |                                       |                                        |                                      |

## Neuordnung der Arrondissements 2017

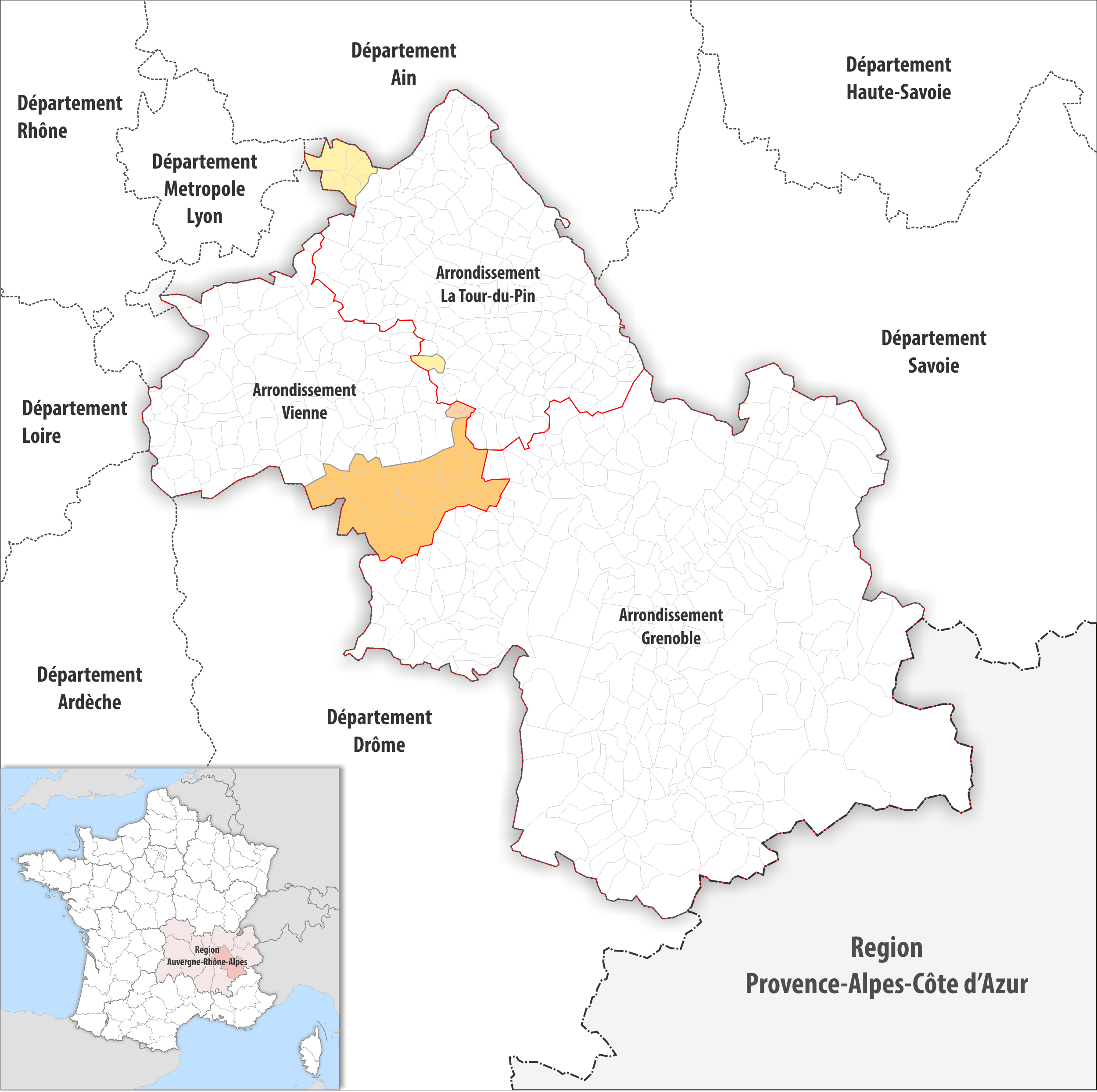
Arrondissementsanpassungen im Jahr 2017

Durch die Neuordnung der Arrondissements im Jahr 2017 wurden die 24 Gemeinden Beaufort, Bressieux, Brézins, Brion, Châtenay, La Forteresse, La Frette, Lentiol, Marcilloles, Marcollin, Marnans, Montfalcon, Plan, Roybon, Saint-Clair-sur-Galaure, Saint-Étienne-de-Saint-Geoirs, Saint-Geoirs, Saint-Michel-de-Saint-Geoirs, Saint-Paul-d’Izeaux, Saint-Pierre-de-Bressieux, Saint-Siméon-de-Bressieux, Sillans, Thodure und Viriville aus dem Arrondissement Grenoble und die Gemeinde Longechenal aus dem Arrondissement La Tour-du-Pin dem Arrondissement Vienne zugewiesen. Die sechs Gemeinden Anthon, Charvieu-Chavagneux, Chavanoz, Janneyrias, Pont-de-Chéruy, Villette-d’Anthon und die Fläche der ehemaligen Gemeinde Eclose wechselten vom Arrondissement Vienne ins Arrondissement La Tour-du-Pin.

## Ehemalige Gemeinden seit der landesweiten Neuordnung der Arrondissements
Bis 2018: Ornacieux, Balbins, Semons, Arzay, Commelle, Nantoin